# Sybille de Sélys Longchamps

Wappen der Familie Sélys Longchamps

Baronin Sybille de Sélys Longchamps (* 28. August 1941 in Uccle) ist eine belgische Adlige. Sie hatte eine Liaison mit dem späteren belgischen König Albert II., aus der die Tochter Delphine von Belgien stammt.

## Leben
Sybille Baronne de Sélys Longchamps ist die Tochter des Botschafters Graf Michel François de Sélys Longchamps und dessen Frau Pauline geb. Gräfin Cornet de Weise-Ruart.
Ihre Familie stammt aus Lüttich und geht auf den dortigen Bürgermeister Michel de Selys zurück, der 1656 von Kaiser Ferdinand III. geadelt wurde. Dessen Enkel Walter de Selys wurde 1699 von Leopold I. zum Reichsfreiherrn erhoben. Sybilles Großvater Raphaël de Sélys Longchamps wurde 1958 von König Baudouin in den primogenen Grafenstand erhoben, für seine Verdienste als Staatsmann und Offizier während des Zweiten Weltkrieges.
1962 heiratete sie den Unternehmer Jacques Boël (1929–2022) aus einer belgischen Stahlindustriellenfamilie. Sie hatte eine Liaison mit dem damaligen Prinzen Albert, dem Bruder und Thronfolger des Königs Baudoin, die angeblich von 1966 bis 1984 dauerte. Aus der Beziehung ist eine Tochter, Delphine von Belgien (* 22. Februar 1968 in Uccle), hervorgegangen, die zunächst den Familiennamen ihres „offiziellen“ Vaters Boël erhielt. 1978 wurde die Ehe mit Boël geschieden. 1982 heiratete sie in zweiter Ehe den Engländer Hon. Michael Anthony Rathborne Cayzer (1929–1990), einen jüngeren Sohn des 1. Baron Rotherwick, eines Schiffsmagnaten.
Albert II. bestätigte seine Vaterschaft nach einem langen Gerichtsprozess, in dem mit einem DNA-Test Beweis erhoben wurde, am 27. Januar 2020.
Sélys Longchamps lebte lange in London, mittlerweile lebt sie aber wieder in Uccle.